# Polynemoidea mexicana
Polynemoidea mexicana is een vliesvleugelig insect uit de familie Mymaridae. De wetenschappelijke naam is voor het eerst geldig gepubliceerd in 1973 door Doutt.